# Христіан Август Лоренцен
Христіан Август Лоренцен (дан. Christian August Lorentzen; 10 серпня 1749 — 8 травня 1828) — данський художник.

## Життя і творчість

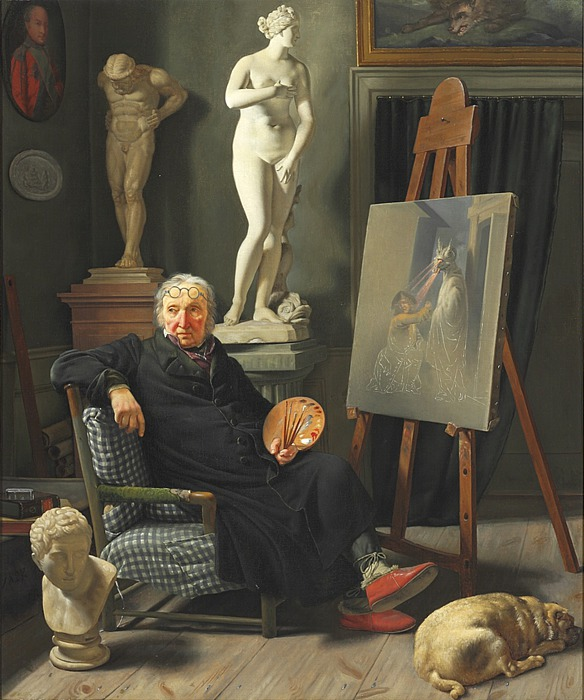
Лоренцен у своїй майстерні. Картина Мартинуса Рербю

Народився в сім'ї годинникаря. У 1771 році починає навчатись живопису в Королівській академії мистецтв у Копенгагені. Викладачами Лоренцена в Академії були Педер Альс і Юган Мандельберг. У 1779—1782 роках молодий майстер здійснює поїздки по Європі, під час яких багато малює. Він відвідує Нідерланди, живе в Антверпені, а також у Парижі, де робить копії з картин старих майстрів. У 1792 Лоренцен їде «на ескізи» в Норвегію.
Під час наполеонівських воєн, у яких Данія також брала участь на боці Наполеона, в період з 1801 по 1814 роки художник багато малює на військову тематику, відображає морські битви (Копенгагенська битва 1801 року), сцени війни між данцями і британцями. Пізніше майстер звертається до портретного живопису. Створює також пейзажі, ілюструє роботи данського поета Людвіга Хольберга. У 1803 році Лоренцен обирається професором Королівської академії мистецтв. У 1809—1810 роках він — директор Академії. Зробив значний вплив на розвиток данської художньої школи. Роботи Лоренцена представлені у великій кількості в картинних галереях Данії.
Похований на кладовищі Гарнізонної церкви Копенгагена.

## Галерея
|                           |
| Падіння Даннеброга (1809) |

|                                                      |
| Вид на фортецю Акерсхус, поблизу Осло (1790-ті роки) |

|                                      |
| Морський бій біля Копенгагена (1807) |

|                          |
| Насолода музикою (+1784) |

|                             |
| Портрет Маркуса Розенкранца |

|                         |
| Портрет Петера Соллінга |